# Bandidus xylotus
Bandidus xylotus is een insect uit de familie van de mierenleeuwen (Myrmeleontidae), die tot de orde netvleugeligen (Neuroptera) behoort. 
Bandidus xylotus is voor het eerst wetenschappelijk beschreven door New in 1985.